# John Connally
John Bowden Connally (27. únor 1917, Floresville – 15. červen 1993, Houston) byl americký politik. Zastával úřad guvernéra státu Texas a předtím tajemníka Námořnictva Spojených států za vlády Johna F. Kennedyho a později, v letech 1971–1972, ministra financí za prezidentování Richarda Nixona. V době, kdy zastával post texaského guvernéra, byl vážně zraněn během atentátu na Johna F. Kennedyho v Dallasu (seděl se svou chotí ve stejné limuzíně jako prezident).